# Arbutoideae
Sous-famille
Synonymes
- Arbutaceae Bromhead[2]
- Arctostaphylaceae J. Agardh[2]

Les Arbutoideae (Arbutéoïdées) sont une sous-famille de plantes à fleurs dicotylédones de la famille des Ericaceae, originaire principalement des régions à climat méditerranéen de l'hémisphère nord (Amérique du Nord, Europe, Afrique du Nord, Moyen-Orient), comprenant six genres.

## Liste des genres
Selon NCBI (26 janvier 2022) :
- Arbutus L.
- Arctostaphylos Adans.
- Arctous (A.Gray) Nied.
- Comarostaphylis Zucc.
- Ornithostaphylos Small
- Xylococcus Nutt., 1842